# Attrazioni turistiche di Praga per quartiere
Il centro di Praga è suddiviso in cinque parti: la Città Vecchia (o Staré Město), il Piccolo Quartiere (Malá Strana), la Città Nuova (Nové Město), il Castello e i dintorni (Pražský Hrad a Hradčany) e il Quartiere Ebraico (Josefov).

## Città Vecchia
- Porta delle Polveri
- Casa municipale

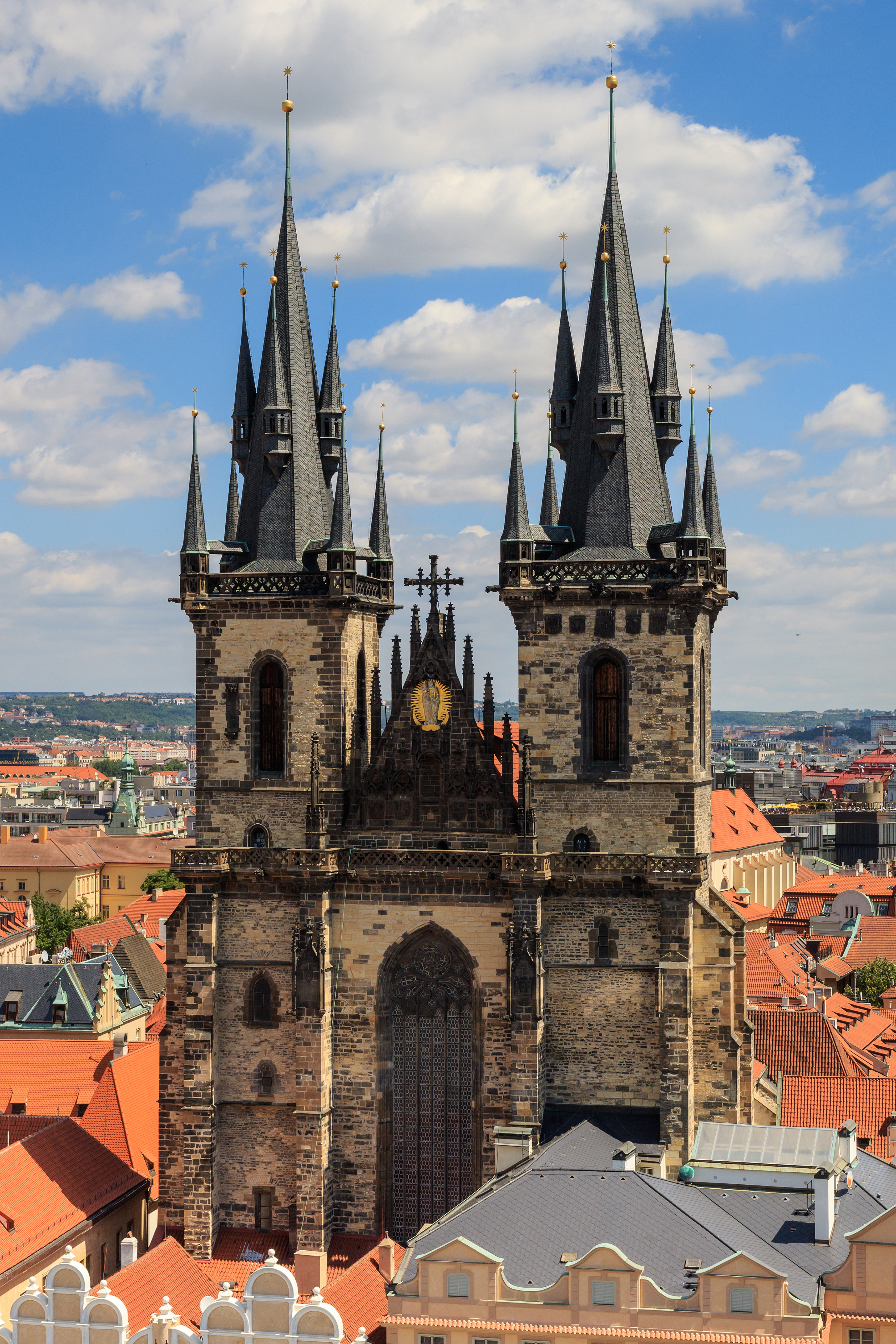
Chiesa di Santa Maria di Týn

- Chiesa di San Giacomo. Fu eretta inizialmente nel 1232, ma fu ricostruita nel 1689 in stile barocco dopo un incendio.
- Carolinum
- Piazza della Città Vecchia
  - Chiesa di San Nicola (che non va confusa con l'omonima chiesa in Malá Strana) è una chiesa hussita. È una delle più antiche della Città Vecchia di Praga, si trova infatti citata nei documenti storici già a partire dal 1273. Realizzata in stile barocco, deve l'attuale aspetto all'opera dell'architetto Kilián Ignác Dienzenhofer. La cupola è affrescata con le vite di San Nicola e San Benedetto, opera di Kosmas Damian Asam. La Chiesa hussita cecoslovacca è stata proclamata in questo luogo l'11 gennaio 1920.
  - Chiesa di Santa Maria di Týn. È un'imponente chiesa con facciata affiancata da due torri. Mentre l'esterno è in stile gotico, l'interno è stato ristrutturato in stile barocco dopo l'incendio del 1679. All'interno della chiesa si trova la tomba dell'astronomo Tycho Brahe.
  - Municipio della Città Vecchia di Praga e Orologio astronomico di Praga
  - Palazzo Goltz-Kinský
- Chiesa di San Gallo. Risalente al 1280, fu ricostruita in forma barocca nel XVIII secolo da Giovanni Biagio Santini
- Clementinum
  - Chiesa di San Salvatore, fa parte del Clementinum. Fu realizzata in stile rinascimentale nel XVI secolo. A metà del XVII secolo fu rimaneggiata in stile barocco da Anselmo Lurago.
- Palazzo Clam-Gallas
- Museo Smetana
- Cappella di Betlemme

## Quartiere Ebraico

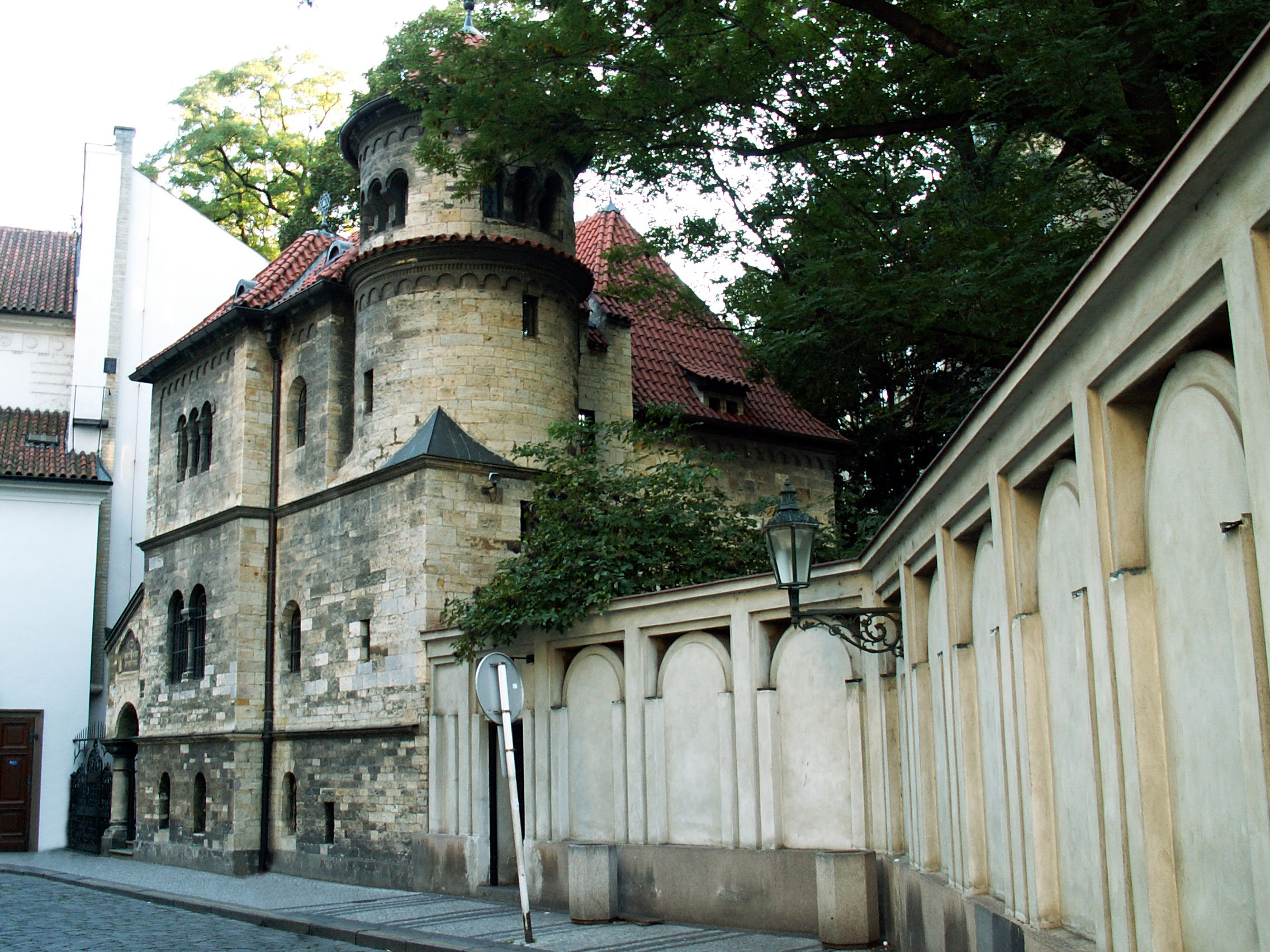
Uno scorcio del quartiere ebraico con la Casa delle Cerimonie

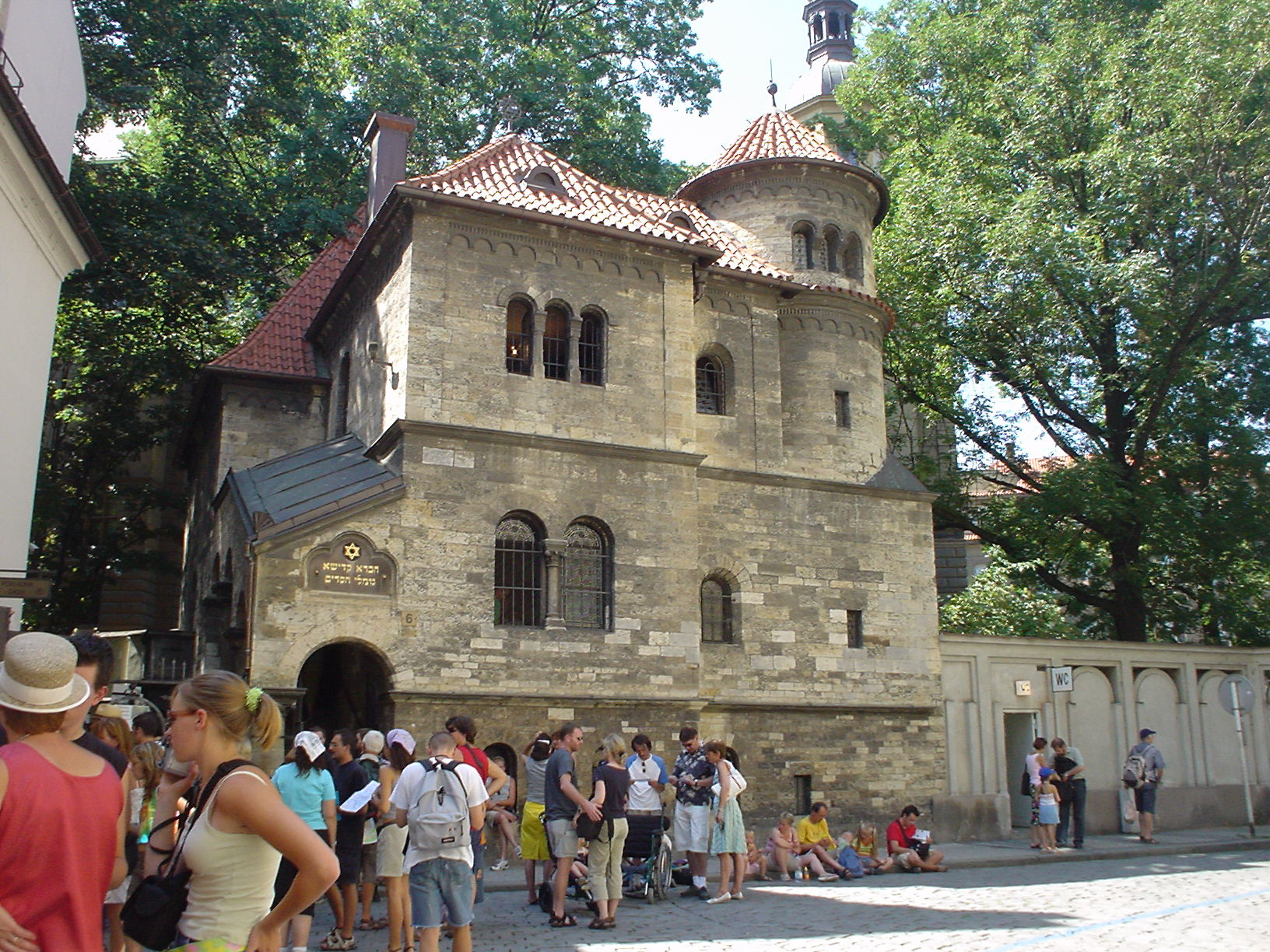
Altra veduta della Casa delle Cerimonie

- Vecchio cimitero ebraico di Praga
- Museo delle arti decorative
- Sinagoga Vecchia-Nuova
- Sinagoga Alta
- Convento di Sant'Agnese di Boemia
- Sinagoga spagnola
- Chiesa di San Castullo
- Chiesa del Santo Spirito

## Castello e dintorni

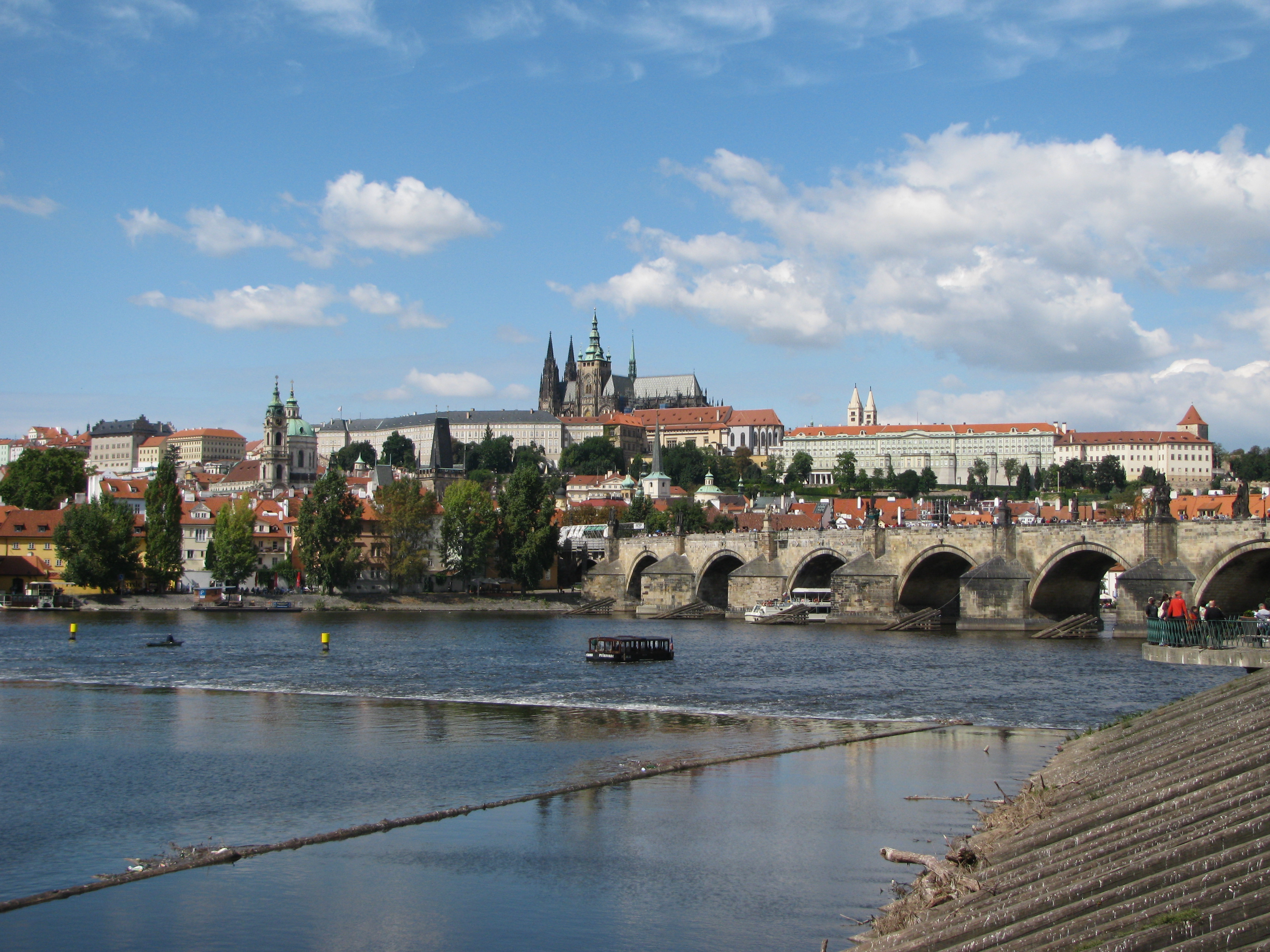
Il ponte Carlo, Malá Strana, il Castello e Hradčany

- Cattedrale di San Vito. È la cattedrale cattolica di Praga. È diventata un simbolo di Praga e della Repubblica Ceca intera, sia a causa della sua storia che come memoriale artistico. Di stile barocco, fu costruita sulle rovine di altre due chiese susseguentesi.  Nel 1344 Matthias di Arras, incaricato da Carlo IV, iniziò la costruzione di una cattedrale gotica. Il lavoro di Matthias di Arras venne proseguito, dopo la sua morte, dall'architetto tedesco Peter Parler e dai figli Wenzel e Johann;
- Vicolo d'oro;
- Palazzo reale;
- Convento di San Giorgio;
- Basilica di San Giorgio;
- Palazzo Sternberg;
- Palazzo dei granduchi di Toscana;
- Convento di Loreto. Fondato dalla nobildonna Caterina Benigna di Lobkowicz nella prima metà del XVII secolo, consiste in una cappella che riproduce la Santa Casa, circondata da chiostri e da sette cappelle, di cui quella orientale divenne la chiesa della Natività. Progettista fu l'architetto italiano Giovanni Battista Orsi. Tra il 1721 e il 1746 fu eretta la facciata verso la piazza, in splendente stile barocco con al centro una torre campanaria dotata di un carillon di trenta campane;
- Palazzo Černín. Edificio barocco risalente al XVII secolo; è classificato Monumento culturale della Repubblica Ceca;
- Monastero di Strahov. È un complesso religioso fondato all'inizio del XII secolo dal re di Boemia Vladislao II, che lo dedicò all'Assunzione della Beata Vergine Maria e lo affidò all'ordine religioso dei Premostratensi. All'interno dell'abbazia si conservano le spoglie mortali del fondatore dell'ordine, san Norberto di Prémontré. Gotico e rinascimentale all'origine, l'architetto Anselmo Martino Lurago lo trasformò tra il 1743 e il 1752 in stile barocco.

## Piccolo Quartiere
- Palazzo Wallenstein;

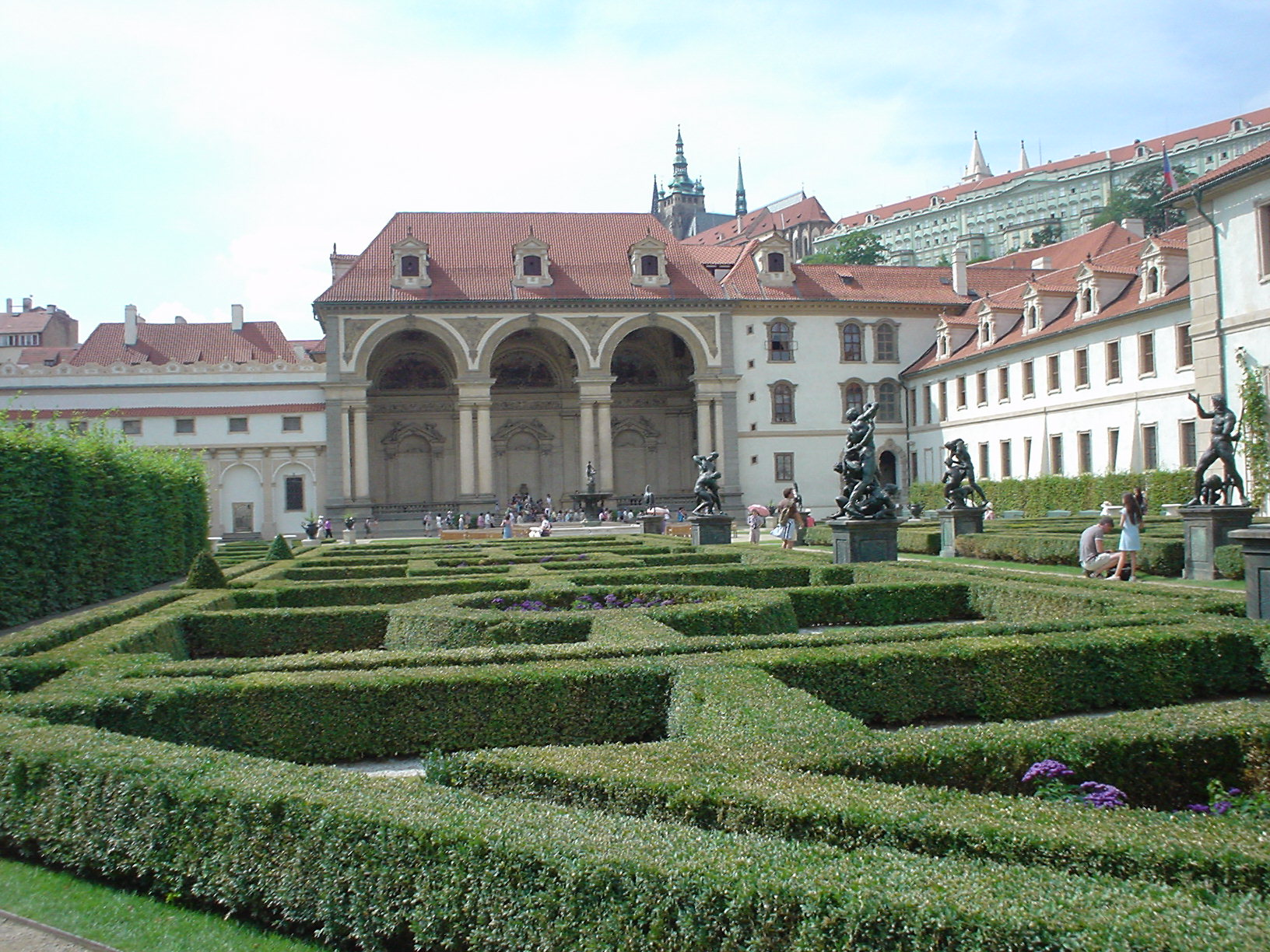
Palazzo Wallenstein

- Chiesa di San Nicola. È una chiesa barocca eretta tra il 1673 e il 1761. Il progetto iniziale è dell'architetto Christoph Dientzenhofer, ma vi lavorarono successivamente Giovanni Domenico Orsi, Kilián Ignác Dienzenhofer (figlio di Christoph) e Anselmo Lurago;
- Chiesa di San Tommaso;
- Isola di Kampa;
- Chiesa di Santa Maria sotto la catena;
- Ponte Carlo;
- Cattedrale di San Lorenzo. È la cattedrale della Chiesa vetero-cattolica della Repubblica ceca. Si ritiene che sia stata costruita nel 991 da sant'Adalberto al posto di un centro di culto pagano. Originariamente in stile romanico, fu ricostruita tra il 1735 e il 1770 in stile barocco;
- Chiesa di Santa Maria della Vittoria. Fu eretta dall'architetto italiano Giovanni Maria Filippi per i luterani, che la dedicarono alla Santissima Trinità, ma con la vittoria militare dei cattolici del 1620 passò, nel 1624, ai carmelitani che la ristrutturarono.

## Città Nuova
- Piazza San VenceslaoPiazza San Venceslao;

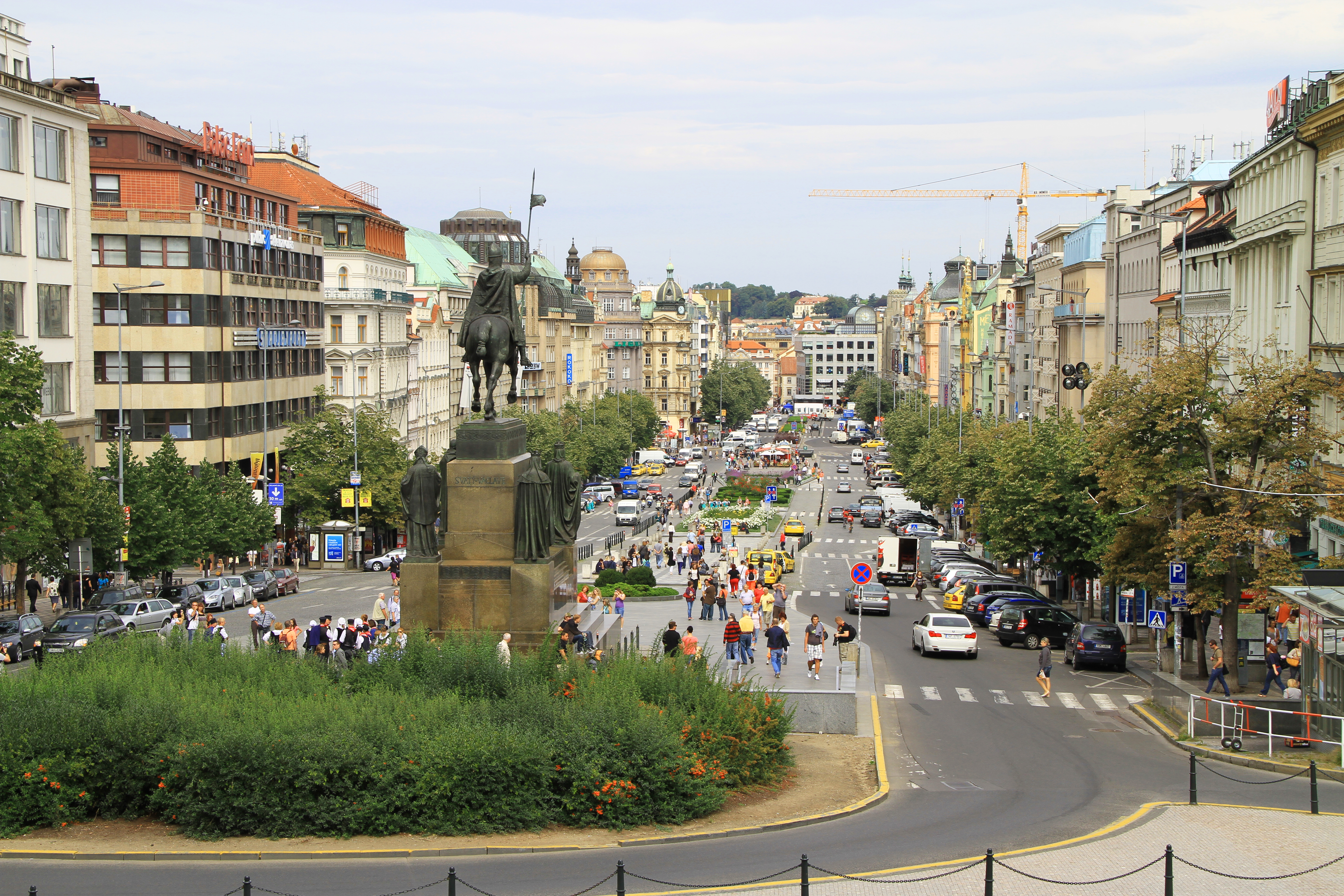
Piazza San Venceslao

- Chiesa della Vergine della neve. Costruita a metà del XIV secolo per volontà di Carlo IV di Lussemburgo, fu abbandonata per un paio di secoli a seguito delle guerre hussite. All'inizio del XVII secolo fu affidata ai francescani, che la gestiscono tuttora, e che la ristrutturarono provvedendola di decorazioni interne in stile barocco;
- Palazzo delle Assicurazioni Generali, storico edificio art nouveau;
- Chiesa di Sant'Ignazio, edificio religioso barocco, opera di Carlo Lurago, risalente alla seconda metà del XVII secolo;
- Monastero degli Slavi Emauzy;
- Chiesa di Santo Stefano;
- Chiesa di Santa Caterina;
- Chiesa di Sant'Orsola;
- Chiesa di San Giovanni sulla Roccia. Dedicata a san Giovanni da Nepomuk, fu eretta tra il 1727 e il 1739 su progetto dell'architetto Kilian Ignaz Dientzenhofer. È un capolavoro dello stile rococò;
- Teatro Nazionale di Praga;
- Chiesa dei Santi Cirillo e Metodio. È la cattedrale ortodossa di Praga, sede dell'eparchia di Praga per la Chiesa ortodossa ceca e slovacca. Nacque come chiesa cattolica romana dedicata a san Carlo Borromeo e fu edificata tra il 1730 e il 1736 da Kilian Ignaz Dientzenhofer e Pavel Ignác Bayer;
- Casa danzante;
- Novoměstská radnice.

## Dintorni
- Castello di Troja
- Vyšehrad